# 山地蝸牛科
山地蝸牛科（學名：Oreohelicidae）是一個小型到中型會呼吸空氣的蝸牛的科級分類單元。原為堅齒螺科之下的山地蝸牛亞科，根據2005年《布歇特和洛克羅伊的腹足類分類》，本科是肺螺類腹足纲软体动物的一種，屬於Punctoidea科；但到了2017年《布歇特等人的腹足類分類》，這個總科成為了旋蝸牛亞目之下的下目地位未定分類。

## 分佈
本科物種是一種山蝸牛，皆原生於北美洲落磯山脈，但廣泛分佈於除落磯山脈以外的美洲大平原及北美西南部州份。

## 解剖
本科物種的染色体倍性介乎31至35之間（詳見參考文獻）。
本科的模式屬山地蝸牛屬是卵胎生；另一屬Radiocentrum過往曾被認為是山地蝸牛屬的亞屬，而這個屬的物種卻都是卵生动物(Tompa, 1979)。
本科物種的殻口基本上沒有任何螺厣或唇齒等障礙物，其螺殻的形態亦顯現出廣泛的多樣性(Burke & Leonard 2014).。

## 分類
本科之下沒有亞科。模式屬是山地蝸牛屬（Oreohelix Pilsbry, 1904）。
山地蝸牛科包括以下兩個屬：
- 山地蝸牛屬 Oreohelix Pilsbry, 1904
- Radiocentrum（英语：Radiocentrum） Pilsbry, 1905

## 外部連結
- 維基物種上的相關：山地蝸牛科